# Передел (Ганцевичский район)
Передел (бел. Перадзел) — деревня в Ганцевичском районе Брестской области Белоруссии. Входит в состав Огаревичского сельсовета.

## География
Деревня находится в северо-восточной части Брестской области, при автодороге Н-12, на расстоянии приблизительно 6 километров (по прямой) к северо-востоку от города Ганцевичи, административного центра района. Абсолютная высота — 161 метр над уровнем моря. Площадь населённого пункта — 0,4827 км².

## История
По состоянию на 1909 год, в Переделе имелось 40 дворов и проживало 104 человека. В административном отношении деревня входила в состав Круговичской волости Слуцкого уезда Минской губернии.
Согласно Рижскому мирному договору (1921), деревня вошла в состав межвоенной Польши. Входила в состав гмины Круговичи Лунинецкого повета Полесского воеводства Польши. В 1921 году числилось 437 жителей, проживавших в 71 доме. В этническом составе населения того периода поляки составляли 54 % и белорусы — 43 %. В конфессиональном составе населения преобладали православные христиане (64 %) и католики (35 %).
С 1939 года в БССР.

## Население
По данным переписи 2019 года, в деревне проживало 15 человек.
| Год  | Население, человек |
| ---- | ------------------ |
| 1909 | 104                |
| 1921 | ↗ 437              |
| 2009 | ↘ 33               |
| 2019 | ↘ 15               |